# Кушагра Рават
Кушагра Рават (16 лютого 2000) — індійський плавець.